# NIBMAR
No Independence Before Majority Rule — «Незалежність лише після надання влади більшості» , скорочено NIBMAR — політичний принцип, прийнятий в Британській імперії в процесі деколонізації, згідно з яким незалежність не може надаватися африканським державам, де збереглася влада білої колоніальної меншини (і дискримінація африканців в тій чи іншій мірі).
Іноді термін інтерпретувався як no independence before majority African rule — «Незалежність лише після надання влади африканській більшості»
Особливо відомим такий підхід став у питанні про надання незалежності Південній Родезії, де правила біла меншість на чолі з Яном Смітом. Британський уряд на чолі з Гарольдом Вільсоном став на позиції NIMBAR. Самопроголошена 11 листопада 1965 року незалежність держави Родезія залишалася міжнародно невизнаною до 1980 року, коли до влади була допущена африканська більшість (країна стала називатися Зімбабве).